# 小华美极乐鸟
小华美极乐鸟（学名：Lophorina minor）是极乐鸟科华美风鸟属的一个种，仅分布于巴布亚新几内亚。该种鸟类曾被认为是华美风鸟的亚种，后来于2017年将其列为独立物种。 

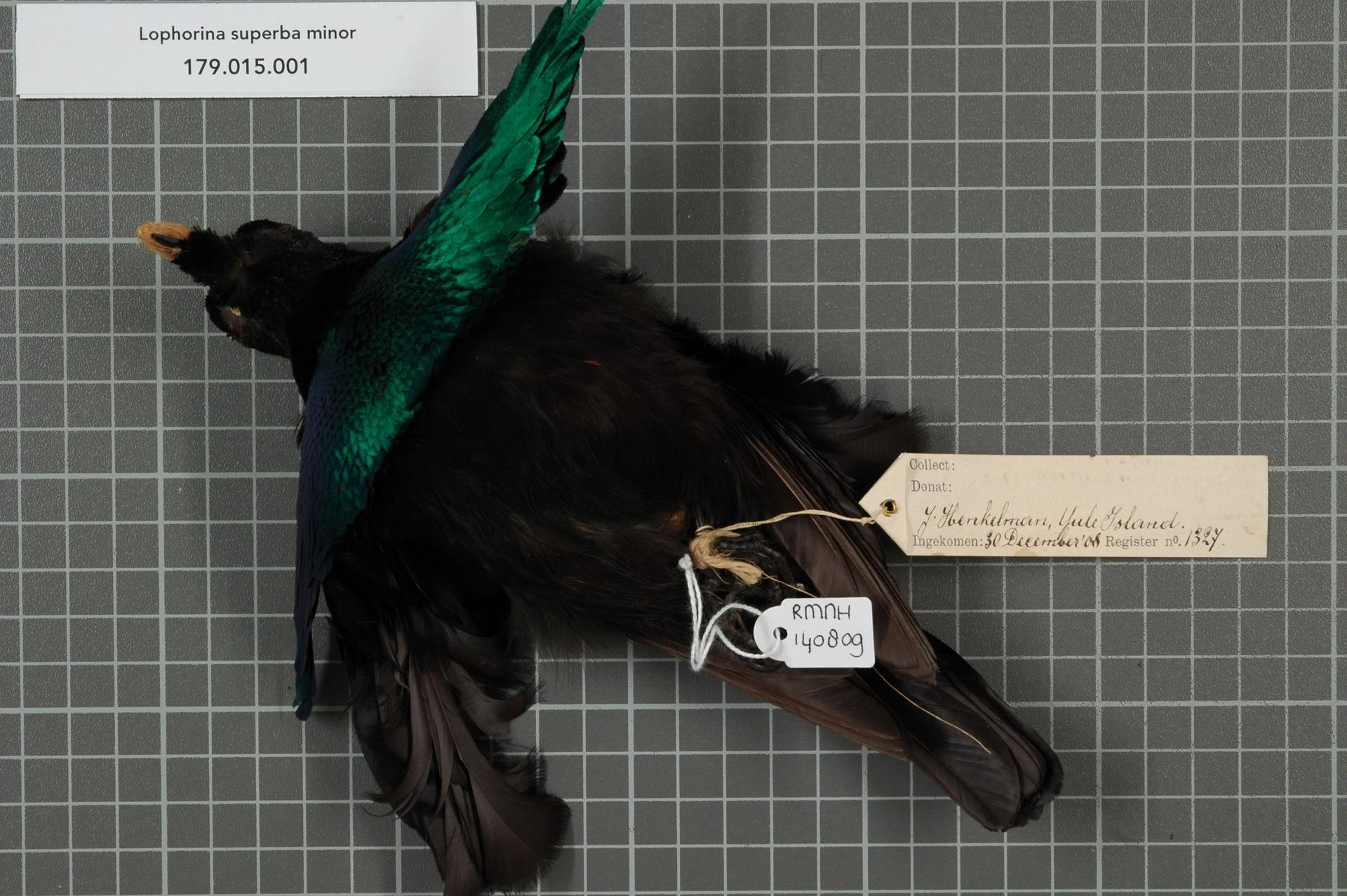
雄性小华美极乐鸟。